# Asclepi (cràter)

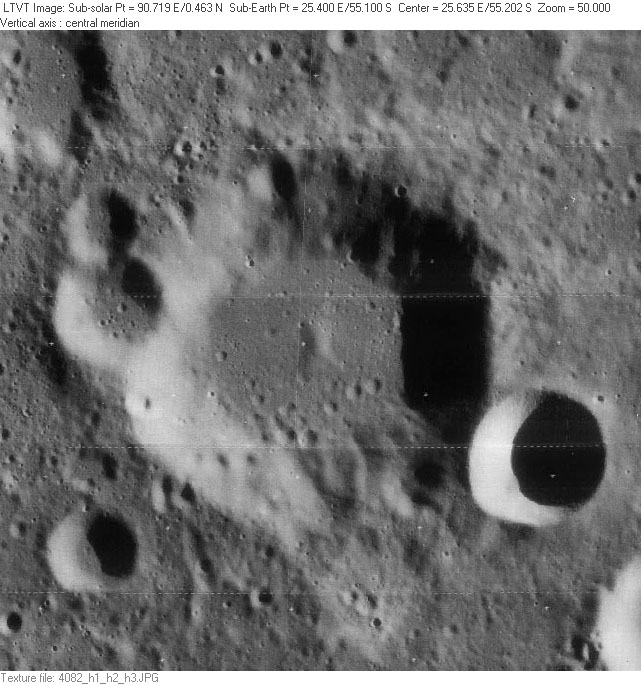
Fotografia de la missió Lunar Orbiter 4

Asclepi és un cràter d'impacte lunar molt desgastat que es troba en les escarpades serres del sud de la Lluna. La vora exterior s'ha desgastat i arrodonit per molts milions d'anys d'impactes posteriors, per la qual cosa ara té gairebé el mateix nivell que el terreny circumdant. Com a resultat, el cràter és ara poc més que una depressió en la superfície. L'interior és gairebé pla i relativament sense trets distintius.

La vora d'Asclepi està marcada solament per un petit cràter a través de la vora occidental, i diversos cràters minúsculs. El cràter satèl·lit Hommel K és un impacte més recent que s'hi hagi en el bord sud-est. Té forma de bol, amb una vora afilada i una petita plataforma central.
|  |

A prop Asclepi apareixen Pitiscus cap al nord-nord-est, Hommel cap a l'est, i Bacus al nord-oest. A l'oest-sud-oest està situat el cràter més petit Tannerus.

## Cràters satèl·lit
Per convenció, aquestes característiques s'identifiquen en els mapes lunars posant lletres al costat del punt mitjà del cràter que es troba més pròxim al cràter Asclepi:
|         | \| Asclepi \| Coordenades \| Diàmetre \| \| ------- \| ------------------------------------ \| -------- \| \| A \| 52° 54′ S, 23° 00′ E / 52.9°S,23.0°E \| 14 km \| \| B \| 54° 06′ S, 23° 54′ E / 54.1°S,23.9°E \| 19 km \| \| C \| 53° 18′ S, 23° 24′ E / 53.3°S,23.4°E \| 11 km \| \| D \| 53° 30′ S, 24° 06′ E / 53.5°S,24.1°E \| 18 km \| \| E \| 52° 06′ S, 24° 06′ E / 52.1°S,24.1°E \| 7 km \| \| G \| 53° 18′ S, 24° 48′ E / 53.3°S,24.8°E \| 5 km \| \| H \| 52° 42′ S, 25° 06′ E / 52.7°S,25.1°E \| 19 km \| |          |
| Asclepi | Coordenades | Diàmetre |
| A       | 52° 54′ S, 23° 00′ E / 52.9°S,23.0°E | 14 km    |
| B       | 54° 06′ S, 23° 54′ E / 54.1°S,23.9°E | 19 km    |
| C       | 53° 18′ S, 23° 24′ E / 53.3°S,23.4°E | 11 km    |
| D       | 53° 30′ S, 24° 06′ E / 53.5°S,24.1°E | 18 km    |
| E       | 52° 06′ S, 24° 06′ E / 52.1°S,24.1°E | 7 km     |
| G       | 53° 18′ S, 24° 48′ E / 53.3°S,24.8°E | 5 km     |
| H       | 52° 42′ S, 25° 06′ E / 52.7°S,25.1°E | 19 km    |